# Rudolf Hiden
Rudolf Hiden o Rodolphe Hiden (Graz, 9 de març de 1909 - Viena, 11 de setembre de 1973) fou un futbolista austríac de la dècada de 1930.
El 1930, Herbert Chapman intentà fitxar-lo per l'Arsenal FC. El 1933 fitxà pel RC Paris juntament amb Auguste Jordan i adoptà la nacionalitat francesa. Fou el porter del Wunderteam d'Àustria i també jugà un partit amb França.
Posteriorment entrenà a Itàlia a clubs com Palermo.

## Palmarès
RC Paris
- Division 1: 1935-36
- Coupe de France: 1935-36, 1938-39, 1939-40